# 王寿庭
王寿庭（1914年—2009年），男，汉族，河南虞城人，中国二胡演奏家、教育家，曾任中国音乐家协会理事，河南省音乐家协会副主席。